# Sierra Canyon School
Sierra Canyon School (SCS) er en privatskole i Los Angeles-forstaden Chatsworth i Californien i USA. Sierra Canyon optager elever fra preschool til 12. klasse.
Sierra Canyon School er tilknyttet California Association of Independent Schools (CAIS) og er medlem af den amerikanske sammenslutning National Association of Independent Schools (NAIS).
Skolen blev grundlagt i 1972 som Sierra Canyon Day Camp. I 1990 modtog skolen som den eneste i Los Angeles udmærkelsen 'Recognized School of Excellence' af det amerikanske undervisningsministerium og skolens grundlæggere Mark Horwitz og Howard Wang samt skoleleder Ann Gillinger modtog 'Blue Ribbon Award of Excellence in Education' af præsident George H. W. Bush i Det Hvide Hus.

## Kendte elever
- Kendall Jenner, kendis
- Kylie Jenner, kendis
- Ireland Baldwin, datter af skuespillerne Alec Baldwin og Kim Basinger
- Willow Smith, sanger, skuespiller og datter af Jada og Will Smith
- Marvin Bagley III, basketballspiller